# Jordan 197
El Jordan 197 fue el coche de Fórmula 1 con el que el equipo Jordan compitió en la temporada 1997 de Fórmula 1.

## Desarrollo

### Pilotos
Después de una decepcionante temporada de 1996, Eddie Jordan optó por reemplazar a Rubens Barrichello y Martin Brundle con dos pilotos jóvenes e inexpertos: el novato alemán Ralf Schumacher, hermano menor del doble campeón del mundo Michael Schumacher, y el italiano Giancarlo Fisichella, que había corrido ocho carreras para Minardi en 1996.

### Especificaciones técnicas
El coche estaba propulsado por un motor Peugeot A14 V10 de 3 litros y calzaba neumáticos Goodyear.

### Livery
El patrocinador principal del equipo, por segundo año consecutivo, fue Benson & Hedges.
El 197 se destacó por su livery de "serpiente" de color amarillo brillante. El automóvil tenía un ojo de serpiente y un colmillo pintados a cada lado de la nariz, lengüetas bifurcadas que se extendían a lo largo de los lados desde la nariz hasta la cabina del conductor y numerosos efectos a escala en otras partes del automóvil. En los Grandes Premios celebrados en países que no permitían la publicidad del tabaco, las etiquetas de Benson & Hedges fueron reemplazadas por "Bitten & Hisses" relacionadas con serpientes, o "Ssssschuey" y "Fisssssssi".

## Historia
La decisión de Jordan dio sus frutos, ya que Schumacher y Fisichella lograron seis puntos cada uno, incluidos tres podios: Schumacher tercero en Argentina, apenas su tercera carrera de F1, y Fisichella tercero en Canadá y segundo en Bélgica. Fisichella también marcó la vuelta más rápida en España y se clasificó en la primera fila de la parrilla en Alemania, y hubo una batalla detrás de escena entre Jordan y Benetton por sus servicios en 1998, una batalla que finalmente ganó Benetton. Fisichella finalmente terminó noveno en el Campeonato de Pilotos con 20 puntos, mientras que Schumacher fue duodécimo con 13 (ambos ascendieron posteriormente a un lugar tras la exclusión de Michael Schumacher de la clasificación); Los 33 puntos combinados colocaron a Jordan en quinto lugar en el Campeonato de Constructores.

## Resultados
(Clave) (negrita indica pole position) (cursiva indica vuelta rápida)

| Año     | Motor       | Neu. | N.º | Pilotos              | 1   | 2   | 3   | 4   | 5   | 6   | 7   | 8   | 9   | 10  | 11  | 12  | 13  | 14  | 15  | 16  | 17  | Puntos | Pos. |
| ------- | ----------- | ---- | --- | -------------------- | --- | --- | --- | --- | --- | --- | --- | --- | --- | --- | --- | --- | --- | --- | --- | --- | --- | ------ | ---- |
| 1997    | Peugeot V10 | G    |     |                      | AUS | BRA | ARG | SMR | MON | ESP | CAN | FRA | GBR | GER | HUN | BEL | ITA | AUT | LUX | JPN | EUR | 33     | 5.º  |
| 1997    | Peugeot V10 | G    | 11  | Ralf Schumacher      | Ret | Ret | 3   | Ret | Ret | Ret | Ret | 6   | 5   | 5   | 5   | Ret | Ret | 5   | Ret | 9   | Ret | 33     | 5.º  |
| 1997    | Peugeot V10 | G    | 12  | Giancarlo Fisichella | Ret | 8   | Ret | 4   | 6   | 9   | 3   | 9   | 7   | 11  | Ret | 2   | 4   | 4   | Ret | 7   | 11  | 33     | 5.º  |
| Fuente: |             |      |     |                      |     |     |     |     |     |     |     |     |     |     |     |     |     |     |     |     |     |        |      |